# Thormann (Patrizierfamilie)

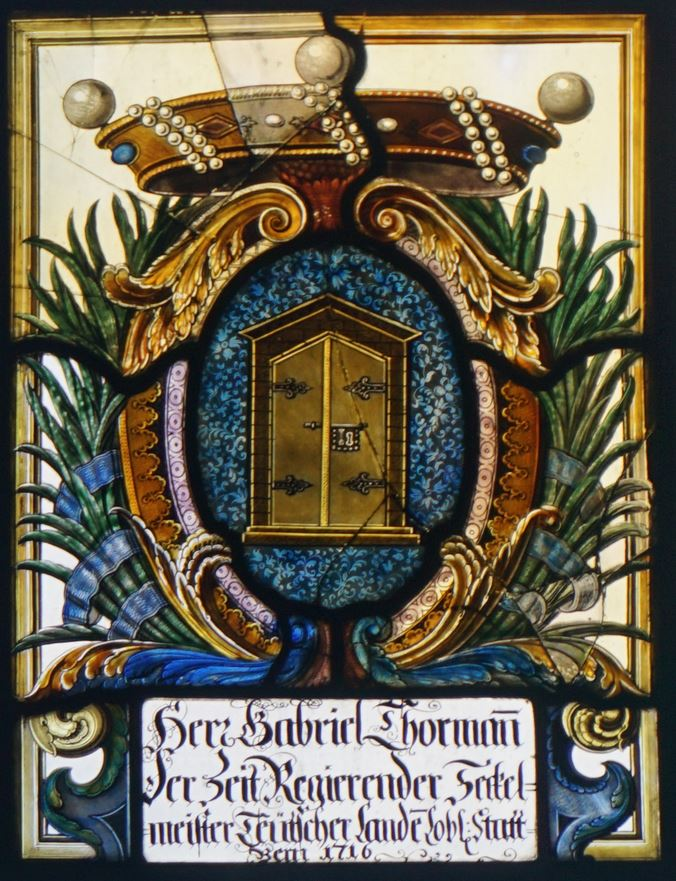
Wappen Gabriel Thormann in der Kirche Seedorf (1716)

Die Familie Thormann war eine bernische Patrizierfamilie. Die Familie besitzt möglicherweise seit ungefähr 1295 das Burgerrecht der Stadt Bern und gehört der Gesellschaft zu Pfistern an.

## Geschichte
Das Geschlecht der Thormann ist in Bern auf Hans Thormann, Bäcker und Mitglied des Kleinen Rats, zurückzuführen. Frühere Namensvorkommnisse sind nicht in Zusammenhang zu bringen, da der Name im deutschsprachigen Raum eine beachtliche Verbreitung hat. Burkhard Thormann, Sohn des Hans, stieg bis zum Pfistern-Venner auf. Insgesamt zählte die Familie acht Venner, 17 gelangten bis 1798 in den Kleinen Rat, beinahe alle Namensträger gelangten in den Grossen Rat. Die Thormann waren Bäcker, Gerber und Metzger, gaben jedoch ihren Beruf bis ungefähr 1600 zu Gunsten militärischer und politischer Karrieren auf. Im 19. und 20. Jahrhundert wurden viele Angehörige der Familie Kaufleute, Ingenieure, Architekten oder Juristen.
Einzelne Familienangehörige besassen zeitweise die Herrschaften Engi (Bern), Duillier, St. Christophe (Champvent) und Mathod sowie Güter in Concise, Gerzensee, am Muristalden (Bern), Rosengarten (Bern), Bürenstock (Bern) und im Wingreis.

## Personen
- Hans Thormann († 1446), Bäcker, Mitglied des Kleinen Rats
- Burkhard Thormann († 1459), Bäcker, Kastlan zu Frutigen, Venner zu Pfistern
- Jakob Thormann († 1567), Metzger, Reisläufer, des Rats entsetzt, wieder des Kleinen Rats, Venner zu Metzgern
- Gabriel Thormann (1653–1716), Landvogt in Payerne, des Kleinen Rats, Venner zu Pfistern, Deutschseckelmeister
- Georg Thormann (1655–1708), evangelischer Geistlicher und Wegbereiter des Pietismus in Bern
- Johann Karl Thormann (1676–1753), Herr zu St. Christophe, Landvogt zu Grandson
- Hieronymus Thormann (1717–1765), Herr zu Mathod (durch Heirat)
- Gottlieb Thormann (1754–1831), Politiker, Staatsschreiber
- Eduard Thormann (1855–1936), Fürsprecher, Präsident des bernischen Obergerichts
- Franz Thormann (1867–1948), Dr. phil., Bibliothekar, Vizedirektor des Bernischen Historischen Museums
- Philipp Thormann (1874–1960), Rechtswissenschaftler, Professor für Strafrecht
- Georges Thormann (1912–2000), Architekt und Politiker

## Archive
- FA Thormann in der Burgerbibliothek Bern
- Famille Thormann in den Archives cantonales vaudoises